# 山中一郎 (佐賀藩士)
山中 一郎（やまなか いちろう、嘉永元年（1848年） - 明治7年（1874年）4月13日）は、江戸時代後期（幕末）の佐賀藩士。佐賀の乱の首謀者の一人。

## 経歴
嘉永元年（1848年）、佐賀城下水ヶ江鷹匠小路に山中四三郎の長男として生まれる。幼少時から秀才の誉れ高く、藩校弘道館では寮監となったほか、江藤新平や副島種臣にも学び、江藤の弟子の中では香月経五郎と並び藤門の双璧と呼ばれた。また、慶應4年（1868年）には佐賀藩が長崎に設立した英学校致遠館に入学しており、有名なフルベッキ写真にも写っている。戊辰戦争には参加しておらず、明治4年（1871年）には藩命によりドイツ・フランスに留学し政治・経済を学んだ。明治6年（1873年）に帰国してから政府に提出した「海外視察御届」では高い評価を受けたが、その年に発生した明治六年政変により江藤新平が職を辞したため、これに同行し佐賀に戻った。
佐賀の乱では長崎で武器の調達にあたったほか、斥候掛長として敵情を偵察したりなどした。戦闘に敗れてからは佐賀を脱出する江藤に同行し、鹿児島で村田新八に面会したが協力を得られず、さらに四国へと向かったが高知県にて捕えられた。乱後の裁判にて斬首。享年27。辞世は「苦学多年業未成 一朝謀敗死元軽 二十五年如一夢 誰使後人継我誠」。